# Mariam uz-Zamani

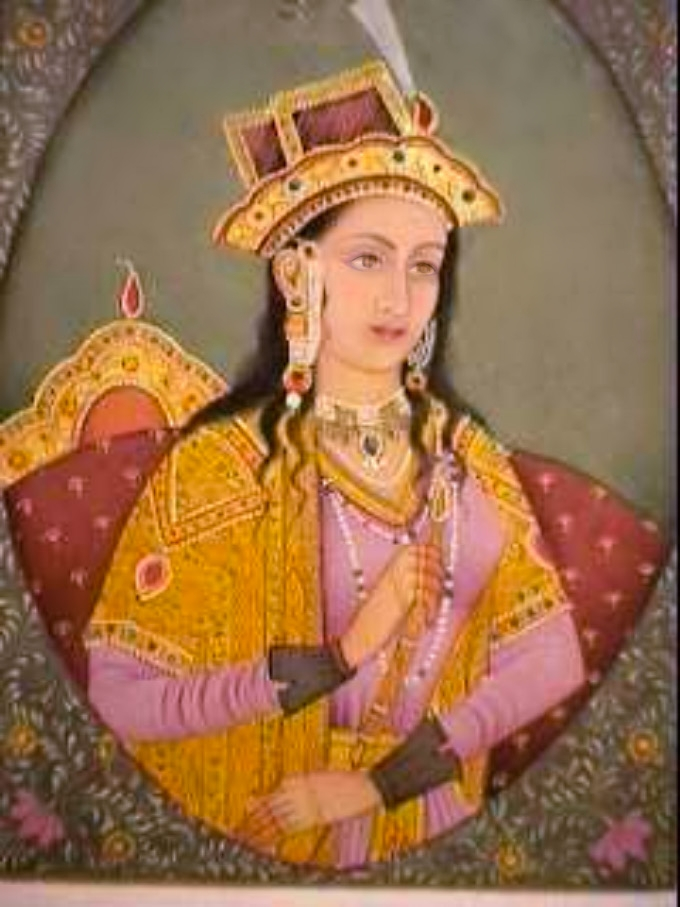
Mariam uz-Zamani alias Jodha Bai

Mariam uz-Zamani (geboren 1. Oktober 1542; gestorben 19. Mai 1623), auch Heer Kunwari, Hira Kunwari, Harka Bai oder (fälschlicherweise) Jodha Bai genannt, war die Hauptfrau des Mogul-Herrschers Akbar I. und die Mutter seines ältesten Sohnes und späteren Nachfolgers Salīm (Jahangir). Vor Salīm gebar sie Zwillinge Hussain und Hassan, die jedoch sehr früh im Geburtsjahr verstarben.

## Biographie
Ihr richtiger Name lautete Heer Kunwari; sie war die Tochter von Raja Bharmal von Amber (reg. 1548–1574); sie war somit eine Hinduprinzessin. Am 6. Februar 1562 wurde sie im Alter von 19 Jahren zur Festigung einer Allianz mit dem gleichaltrigen Großmogul Akbar (1542–1605) verheiratet, der bereits mehrere Ehefrauen hatte, von denen ihm jedoch keine einen Sohn geschenkt hatte. Obwohl sie fortan am Mogulhof lebte, blieb sie dem Hindu-Glauben treu, was von Akbar akzeptiert wurde, der durch die Eheschließung ein toleranteres Verhältnis zum Hinduismus und zu anderen Religionen entwickelte. Durch die Geburt des Thronfolgers Salim im Jahr 1569 nahm sie im Harem und am Hof eine führende Position ein und erhielt den Ehrennamen Mariam uz-Zamani (‚Maria des Zeitalters‘). Die Geburt eines Sohnes und Thronfolgers war Akbar zuvor von dem Sufi Salim Chishti geweissagt worden, welcher in Sikri lebte, wohin Akbar in den Folgejahren die Hauptstadt seines Reiches verlegte. Obwohl Akbar aus politischen Gründen noch andere Hindu-Prinzessinnen zur Frau nahm, blieb Mariam seine Favoritin.

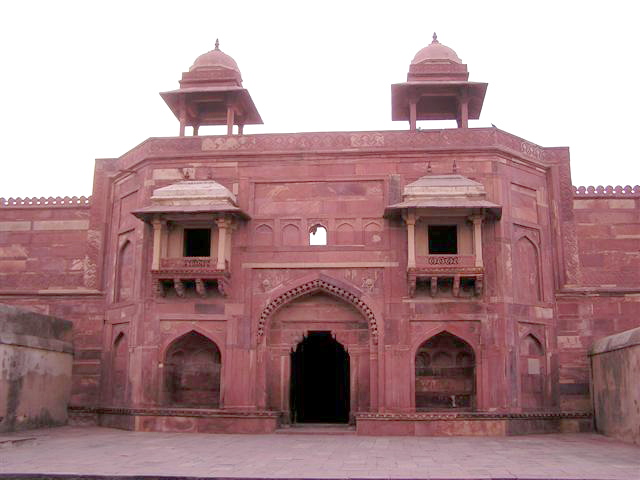
Jodha Bai’s Palace in Fatehpur Sikri

Sowohl von Akbar als auch von ihrem Sohn Salim wurde sie hochgeehrt und nahm auch in politischen Dingen bald eine herausragende Position ein. Daneben betrieb sie Handelsgeschäfte mit Gewürzen und Seide und betätigte sich als Reederin; dadurch hatte sie ihr eigenes Einkommen. Als im Jahre 1613 eines ihrer Schiffe, welches Ladung und Mekkapilger an Bord hatte, von den Portugiesen gekapert wurde, befahl Jahangir die Einnahme des portugiesischen Hafens von Daman. Mariam bekleidete den höchsten Offiziersrang am Mogulhof und hatte als einzige Frau ihrer Zeit das Privileg, kaiserliche Erlasse (fermane) zu unterschreiben – eine Ehre, die später auch Nur Jahan und Mumtaz Mahal zuteilwurde.
Mariam starb hochbetagt im Mai 1623. Ihr Leichnam wurde nicht – wie bei Hindus üblich – eingeäschert, sondern begraben. Mariam erhielt somit ein eigenes Mausoleum, das etwa einen Kilometer vom Grabbau ihres Mannes entfernt liegt.

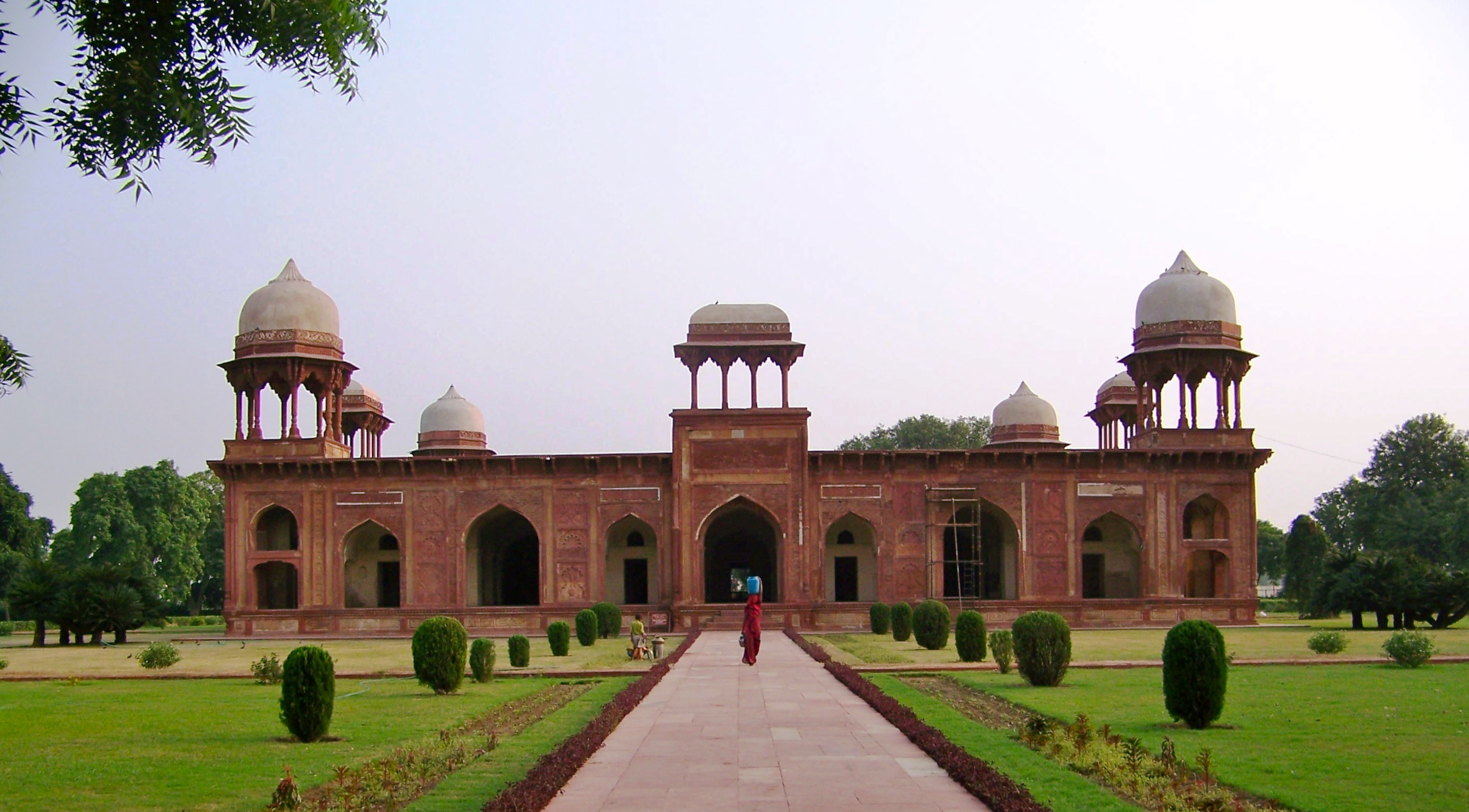
Mariam’s Tomb, Sikandra

## Bauten
Obwohl kein Nachweis vorliegt, dass sie sich neben ihren sonstigen Tätigkeiten auch als Bauherrin betätigte, sind dennoch drei Bauten der Mogulzeit mit ihrem Namen verbunden – der zweigeschossige sogenannte Jodha Bai’s Palace im Fort von Fatehpur Sikri, ihr Grabbau, das eingeschossige Mariam’s Tomb, beim Ort Sikandra, welches sich durch seine ungewöhnliche Konstellation von Dachaufbauten (4 Chhatris und 4 Chaparkats) von seinen Vorbildern abhebt und die ihr zu Ehren von ihrem Sohn Jahangir in Lahore erbaute Begum Shahi Masjid.

## Filme etc.
Ihr Leben wurde seit dem Jahr 1960 mehrmals verfilmt.